# NGC 5462
NGC 5462 is een deel van het sterrenstelsel Messier 101 in het sterrenbeeld Grote Beer. Het hemelobject werd op 14 april 1789 ontdekt door de Duits-Britse astronoom William Herschel.